# Aufstand in Herat
Der Aufstand in Herat war eine koordinierte Auflehnung in der afghanischen Stadt Herat. Die Stadt wurde am 12. November 2001 von Streitkräften der Nordallianz sowie von Spezialeinheiten der Vereinigten Staaten und der Islamischen Republik Iran erobert.

## Konfliktparteien
Die US-Spezialeinheiten bestanden aus US-Army Rangers und Delta Forces, die unter dem Kommando von CENTCOM-General Tommy Franks standen. Die iranischen Streitkräfte operierten mit Agenten der Quds-Einheit unter dem Kommando von Generalmajor Yahya Rahim Safavi, dem Kommandeur der Revolutionsgarde, und Generalmajor Qasem Soleimani, dem Kommandeur der Quds-Einheit. Die Fraktion der Nordallianz bestand aus über 5.000 Milizsoldaten unter dem Kommando von Muhammad Ismāʿil, einem Kommandeur bei der sowjetischen Intervention und ehemaliger Gouverneur von Herat, bevor die Taliban 1995 an die Macht kamen.

## Vorhaben
Der von General Franks und General Safavi organisierte Plan sah vor, dass iranische Spezialkräfte diskret in die Stadt eindringen und einen Aufstand gegen die Taliban bilden sollten. Dieses plötzliche Ereignis sollte die Islamisten ablenken und der Nordallianz ermöglichen, in die Stadt einzufallen. In der Zwischenzeit würde ein Team von US-Spezialeinheiten und CIA-Agenten die Operation in Teheran zusammen mit dem iranischen Militärgeheimdienst überwachen.

## Verlauf
Die Kampfhandlungen begannen am 7. Oktober 2001. Gegen Ende des Monats trafen US-Luftangriffe Ziele in und um die Stadt Herat, darunter Panzer, Kommunikationseinrichtungen und Tunnelkomplexe.
Wie geplant marschierten iranische Kommandos heimlich in Herat ein, um am 12. November den Aufstand zu beginnen. Die Nordallianz, schiitische Hazara-Fraktionen und eine kleine Gruppe US-Spezialeinheiten beobachteten das Geschehen. Bewohner nahmen ebenfalls mit Stöcken, Messern und Waffen, die in der gesamten Bevölkerung versteckt waren, am Aufstand teil. Die Stadt fiel, als die Taliban in Richtung der Berge entlang der iranischen Grenze flohen und mehrere Panzer zurückließen. Gefangene, darunter tschetschenische und arabische Freiwillige, wurden an unbekannte Orte gebracht.

## Nachwirkungen
Der Aufstand wurde von den Bewohnern gefeiert. Die iranischen Medien berichteten sogar von weit verbreiteten Feierlichkeiten wie "Tanzen auf den Dächern" und Autokorsos. Muhammad Ismāʿil festigte seine Macht als Emir von Westafghanistan und nahm Berichten zufolge im folgenden Monat Lastwagenladungen Geld aus dem Iran entgegen, um die Loyalität seiner Streitkräfte zu sichern. Ismāʿil gewährte ehemaligen Taliban Amnestie, warnte jedoch vor Auswirkungen, wenn diese Kämpfer erneut Waffen ergreifen sollten.